# 屯里镇 (吉县)
屯里镇，是中华人民共和国山西省临汾市吉县下辖的一个乡镇级行政单位。

## 行政区划
屯里镇下辖以下地区：
屯里村、桑峨村、太度村、庄子村、五龙宫村、窑曲村、放马岭村、窑头村、回宫村、明珠村、王家河村和安乐村。